# Liste des stations de radio en Tunisie
Cet article recense les radios en Tunisie bénéficiant d'au moins une fréquence FM et ayant obtenu une autorisation de diffusion de la part de l'Instance nationale indépendante pour la réforme de l'information et de la communication (INRIC) puis de la Haute Autorité indépendante de la communication audiovisuelle.
Ces stations émettent à travers l'Office national de la télédiffusion.

## Liste des radios tunisiennes

### Radios publiques
L'Établissement de la radio tunisienne ou ERT est le service public national de la Tunisie.

#### Nationales
- Radio Tunis : depuis le 15 octobre 1938 ; diffusant sur tout le territoire en arabe
- Radio Tunis chaîne internationale : depuis le 15 octobre 1938 (nationalisée en février 1960) ; diffusant sur tout le territoire sauf le nord du Cap Bon en français, anglais, allemand, italien et espagnol
- Radio Jeunes : depuis le 7 novembre 1995 ; diffusant sur tout le territoire en arabe
- Radio Tunisie Culture : depuis le 29 mai 2006 ; diffusant sur tout le territoire en arabe

#### Régionales
- Radio Sfax : depuis le 8 décembre 1961 ; diffusant dans le Centre et le Sud-Est en arabe
- Radio Monastir : depuis le 3 août 1977 ; diffusant sur le Sahel et le Cap Bon en arabe
- Radio Le Kef : depuis le 7 novembre 1991 ; diffusant sur le Nord-Ouest en arabe
- Radio Gafsa : depuis le 7 novembre 1991 ; diffusant sur le Sud-Ouest en arabe
- Radio Tataouine : depuis le 7 novembre 1993 ; diffusant sur le Sud-Est en arabe
- Radio Panorama : depuis le 15 octobre 2016 ; diffusant sur le Grand Tunis en arabe

#### Locales
- Radio Kasserine : diffusant sur la ville de Kasserine en arabe[2]

### Radios privées

#### Commerciales
- Mosaïque FM : depuis le 7 novembre 2003 ; diffusion sur tout le territoire en arabe
- Jawhara FM : depuis le 25 juillet 2005 ; diffusant sur le Sahel et le Centre en arabe
- Zitouna FM : depuis le 13 septembre 2007 ; diffusant sur tout le territoire en arabe
- Radio Kalima : depuis 2008 ; diffusant sur le Grand Tunis et le nord du Cap Bon en arabe
- Shems FM : depuis le 27 septembre 2010 ; diffusant sur le Grand Tunis, le Cap Bon, Bizerte, Sousse, Monastir, Mahdia, Sfax, Kairouan et Gafsa en arabe
- Express FM : depuis le 21 octobre 2010 ; diffusant sur le Grand Tunis et Sfax en arabe
- Chaambi FM : depuis le 7 janvier 2011 ; diffusant à Kasserine en arabe
- Radio Al Karama : depuis le 31 août 2011 ; diffusant sur Sidi Bouzid en arabe
- Oxygène FM : depuis le 15 octobre 2011 ; diffusant sur le Grand Tunis et Bizerte en arabe
- Radio IFM[3] : depuis le 4 novembre 2011 ; diffusant sur le Grand Tunis en arabe
- Oasis FM : depuis le 29 décembre 2011 ; diffusant à Gabès en arabe
- Sabra FM : depuis le 14 janvier 2012 ; diffusant à Kairouan en arabe
- Cap FM : depuis le 24 mars 2012 ; diffusant sur le Grand Tunis et le Cap Bon en arabe
- Ulysse FM : depuis le 16 juin 2012 ; diffusant sur Médenine en arabe
- Saraha FM[4] : depuis le 20 juillet 2013 ; diffusant sur le Grand Tunis en arabe
- Misk FM : depuis le 31 juillet 2016[5] ; diffusant sur le Grand Tunis en arabe
- KnOOz FM[4] : diffusant sur Sousse, Hammamet, Zaghouan, Monastir et Mahdia en arabe
- Radio Med[4] : diffusant depuis Nabeul sur le Grand Tunis et le Cap Bon en arabe, inaugurée le 5 mai 2015[6]
- Horria FM[7] ; diffusant sur le Grand Tunis en arabe
- Syphax FM[7] ; diffusant sur Sfax en arabe
- Diwan FM[7] ; diffusant sur Sfax en arabe
- Radio M'saken[7] ; diffusant sur M'saken en arabe
- Nejma FM[7] ; diffusant sur Sousse en arabe
- MFM[8] diffusant sur le Sahel en arabe
- Ribat FM[8] diffusant sur le Sahel, Nabeul et Kairouan en arabe

#### Associatives
En septembre 2014, huit radios associatives sont autorisées à diffuser leurs programmes en plus des deux ayant obtenu la confirmation de leur licence en juillet de la même année :
- Radio 6[3] : depuis le 10 décembre 2007 ; diffusant sur le Grand Tunis en arabe
- Sawt Al Manajem[3] : depuis le 20 mars 2012 ; diffusant sur Gafsa en arabe
- Radio Mahdia 1 : depuis le 1er mars 2012 ; diffusant sur Mahdia et Monastir en arabe
- Dream FM ; diffusant sur Kairouan en arabe
- Média libre FM. Radio ML ; diffusant sur le Grand Tunis en arabe
- Houna El Gasrine ; diffusant sur Kasserine en arabe
- Djerid FM ; diffusant sur Tozeur en arabe
- K FM ; diffusant sur Kasserine en arabe
- Nefzaoua FM ; diffusant sur Kébili en arabe
- Radio Campus ; diffusant sur le Grand Tunis en français
- Radio Regueb ; diffusant sur Regueb en arabe

### Radios sans autorisation
D'autres radios émettent sans aucune autorisation :
- Nour FM (radio salafiste ayant le même propriétaire qu'Al Insen TV)
- Quran.tn diffusant sur le Grand Tunis depuis Hammam Lif
- Radio Amazigh[9] diffusant sur Matmata
- Radio Jektiss[9] diffusant sur Médenine
- RFM (Radio Femmes Militantes), radio féministe proche de l'Association tunisienne des femmes démocrates[10]
- Ruspina FM[11] diffusant sur Monastir